# Домовая церковь Никольского приюта (Таганрог)
Никольская церковь — бывший православный храм в городе Таганроге.
Адрес храма: Россия, Ростовская обл., г. Таганрог, на месте современного дома по ул. Чехова, 49/27.

## История
В 1840 году Правительствующий сенат утвердил положение о детских приютах. Градоначальник, князь Ливен, ходатайствовал об учреждении в Таганроге благотворительного детского приюта и предложил таганрогскому обществу добровольную подписку. Получив разрешение императрицы Александры Федоровны, князь образовал попечительство приюта, став его председателем.
Детский приют был открыт 6 декабря 1851 года в доме купца Сари и назван Никольским. Купец Сари пожертвовал ради для приюта свое домовладение. Попечительницей приюта утвердили княгиню Е. Н. Ливен, позднее попечительницей была Е. М. Лакиер. Приют был рассчитан на 40 детей возрастом от 4 до 7 лет. В устройстве приюта принимали участие известные таганрожцы своего времени: о. Иоанн Себов, городской голова Кобылин, Варваци, Авьерино, Халибов и др.
Здание купца Сари представляло собой одноэтажный дом с колоннами. Позднее купец В. Н. Третьяков пристроил в сторону улицы Полицейской (позднее ул. Чехова д. № 37) новое здание домового храма. На северо-восточной стороне дома был установлен храмовый образ святителя Николая. При приюте была устроена домовая церковь Святого Николая. Церковь находилась на углу улицы Чехова и Добролюбовского переулка.
Приют имел просторные помещения, летнюю дачу, куда можно было вывезти на лето детей, училище и специальный приют для детей, которых негде было оставить родителям в рабочее время.
В годы Советской власти (1932 г.) храм был закрыт, приют преобразовали в детский дом, позднее — в жилой дом. Таганрогские детские дома были связаны с трагедией во время немецкой оккупации Таганрога в 1941—1943 годах (Лепетихская трагедия).
По разным причинам обстоятельств детские дома Таганрога в 1941 году эвакуированы не были. Оккупанты, захватив город, переименовали их в приюты, и они попали под опеку надзирателей из войск «СС».
Приютов в Таганроге на 1941 год было четыре. Располагались они в домах по следующим адресам: № 1 — ул. Чехова 49, № 2 — ул. Петровская 89, № 3 — ул. Розы Люксембург 153/1, № 4 — ул. Розы Люксембург 12.
Оккупанты использовали детский дом в качестве донорского пункта: когда раненым немецким офицерам требовалась кровь, рядом с ними на госпитальные койки клали маленьких доноров. Детям было от полтора года до десяти лет. У немцев, что разбавлять арийскую кровь славянской недопустимо, исключение делалось лишь для крови детей.
В 1950-е годы дом был снесен и на его фундаменте построили 4-этажный дом с магазином, который местные жители иногда называют «профессорским» (ул. Чехова, 49), так как он предназначался для сотрудников Радиотехнического института (ТРТИ). Дом был заселен в 1956 году. В настоящее время квартиры в этом доме относятся к разряду элитного жилья.

## Духовенство
Одним из последних настоятелей домовой церкви Никольского приюта был Моисеев Григорий Андреевич.